# Indocypha silbergliedi
Indocypha silbergliedi – gatunek ważki z rodziny Chlorocyphidae. Znany tylko z okazów typowych odłowionych w 1929 roku w Muang Sing w prowincji Louang Namtha w północno-zachodnim Laosie.